# Erk-Olstjärnen
Erk-Olstjärnen är en sjö i Ovanåkers kommun i Hälsingland och ingår i Ljusnans huvudavrinningsområde. Erk-Olstjärnen ligger i Stormyran-Grannäsen Natura 2000-område.